# 梅津寺公園
梅津寺公園（ばいしんじこうえん）は、愛媛県松山市梅津寺町にある伊予鉄グループが所有する公園。

本項目ではこの場所にかつて存在した遊園地、梅津寺パークについても記述する。

## 概要

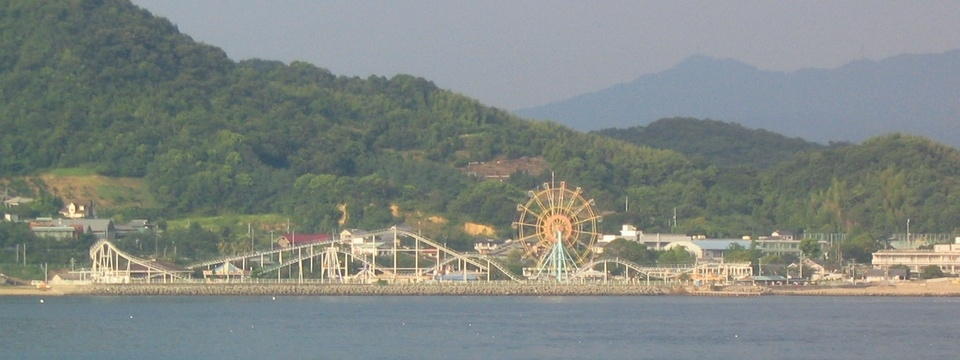
かつての梅津寺パーク遠望

前身は、伊予鉄道（現 伊予鉄グループ）が1935年11月4日に開園した遊園地で、当初は「梅津寺遊園地」と言う名称だった。松山電気軌道が経営する遊園地「知新園」と激しく競って打ち勝ち、1963年4月1日に「梅津寺パーク」と言う名称でリニューアルオープンした梅や桜のある庭園と海水浴場、野外ステージ、各種アトラクションがある遊園地となっていた。かつては観覧車もあったが、閉園となる以前に撤去された。また、坊っちゃん列車（伊予鉄道1号機関車。鉄道記念物）が展示されている。花見シーズン（梅、桜）はナイター営業も行っていた。
アトラクションは入園券とは別になっていた。また、入園券は一度園外へ出ると再入園できなかった。なお、海岸にあるので異常気象時（強風、高波）には閉園することがあった。
遊具が普段は動いていないことがあり、スタッフに声を掛けると動かしてくれていた。
1935年11月から73年間、リニューアルオープンから46年間営業されたが、2009年3月15日をもって閉園した。跡地については、梅園部分をそのまま残し、遊具を撤去した部分を多目的広場として残している。
翌3月16日以降は、名称が「梅津寺公園」と変更された。
2010年5月、愛媛FCのクラブハウスと練習場が南海放送サンパークから本園の跡地に移転し、「愛フィールド梅津寺」と命名された。
また、海水浴場や「梅津寺別荘健康ランド」（温浴施設）、「梅津荘」（料亭）も閉鎖している。
2019年12月に「みきゃんパーク梅津寺」がオープンした。

## みきゃんパーク梅津寺
2019年12月9日オープン。愛媛県産柑橘やゼリーなどを扱うショップやカフェ、ジュースなど加工工程が見える加工場を併設した複合施設。柑橘の生産から加工・販売まで行う株式会社修斗が運営する。

## 愛フィールド梅津寺

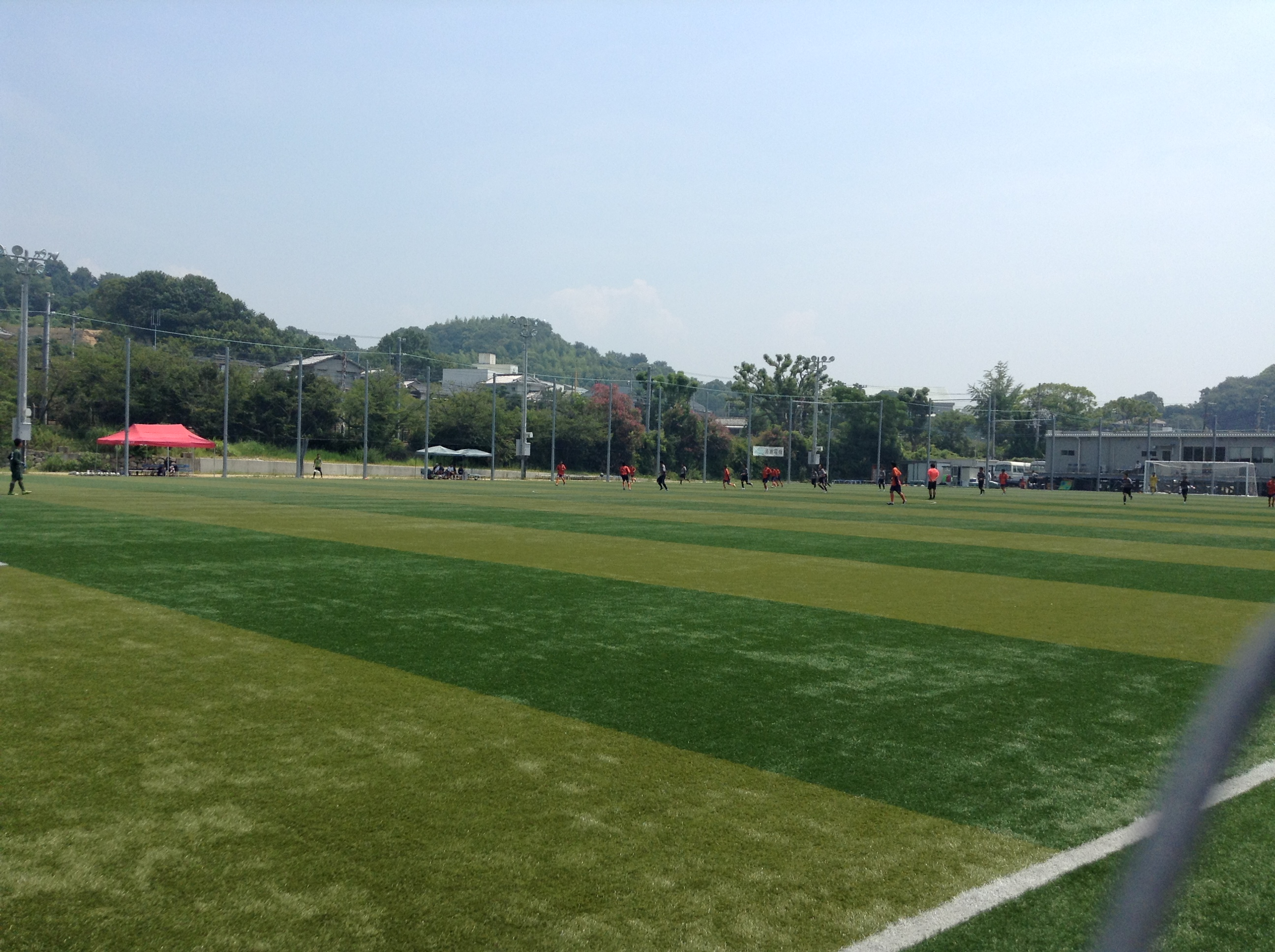
愛フィールド梅津寺

2010年5月より利用開始となったサッカー専用の施設。人工芝グラウンド1面が設置されている。また、愛フィールド梅津寺と同所に愛媛FCのクラブハウスも設置されている。

## アクセス
- 伊予鉄道高浜線梅津寺駅から徒歩。
- 梅園などへの来園者のために、梅津寺パーク閉園後も駐車場が存置されている。